# Liste der Monuments historiques in Breuschwickersheim
Die Liste der Monuments historiques in Breuschwickersheim führt die Monuments historiques in der französischen Gemeinde Breuschwickersheim auf.

## Liste der Bauwerke
| Bezeichnung | Beschreibung                                                                                | Standort                 | Kennzeichnung | Schutzstatus | Datum | Bild           |
| ----------- | ------------------------------------------------------------------------------------------- | ------------------------ | ------------- | ------------ | ----- | -------------- |
| Schloss     | Burg 1246 erstmals erwähnt, 1416 zerstört, 1444 wieder aufgebaut, 1622 zum Schloss umgebaut | 1, rue du Château (Lage) | PA00084658    | Inscrit      | 1929  | weitere Bilder |